# فاندربورغ (نيو جيرسي)
فاندربورغ (بالإنجليزية: Vanderburg, New Jersey)‏ هي منطقة سكنية تقع في الولايات المتحدة في Colts Neck Township, New Jersey.  يقدر عدد سكانها   وترتفع عن سطح البحر 30 متر.